# Il boom
Pour plus de détails, voir Fiche technique et Distribution.
Il boom est un film italien réalisé par Vittorio De Sica et sorti en 1963.

## Synopsis
Marié avec Silvia, Giovanni Alberti s'est, désormais, lancé dans les affaires. Il mène un train de vie luxueux et fréquente les milieux huppés. Mais il s'est endetté et se retrouve bientôt assailli par des difficultés financières. Il tente, sans succès, d'emprunter de l'argent auprès d'un important entrepreneur. L'épouse de celui-ci, une femme vieille et plutôt laide, lui propose alors un marché invraisemblable : que Giovanni échange son œil valide contre l'œil de verre de son mari...

## Fiche technique
- Titre original : Il boom
- Réalisation : Vittorio De Sica
- Scénario : Cesare Zavattini
- Direction artistique : Ezio Frigerio
- Décors : Emilio D'Andria
- Costumes : Lucilla Mussini
- Photographie : Armando Nannuzzi
- Son : Biagio Fiorelli
- Musique : Piero Piccioni
- Montage : Adriana Novelli
- Production : Dino De Laurentiis
- Société de production : Dino De Laurentiis Cinematografica
- Pays d'origine :  Italie
- Langue originale : italien
- Format : noir et blanc — 35 mm — 1,85:1 — son Mono
- Genre : Comédie
- Durée : 88 minutes
- Sortie : Italie : 24 septembre 1963

## Distribution
- Alberto Sordi : Giovanni Alberti
- Gianna Maria Canale : Silvia, son épouse
- Elena Nicolai : signora Bausetti
- Silvio Battistini : Riccardo
- Ettore Geri : Bausetti
- Mariolina Bovo : signora Faravalli
- Antonio Mambretti : Faravalli

## Autour du film
- « Seule contribution intéressante de Vittorio De Sica à l'esprit grinçant de la comédie italienne »[1], Il boom décrit, sur le mode de la dérision, les impasses auxquelles ont pu conduire la course à l'argent, au cours de la période du miracle économique en Italie. 
« De Sica se moque de ces Italiens qui veulent gagner en un an ce que leurs aînés gagnaient en un demi-siècle[2]. »
- Après Mafioso (1961), Alberto Sordi utilise, à nouveau, son talent exceptionnel pour rendre vraisemblable un personnage infantile « qu'on peut manipuler, convaincre, désespérer et réjouir dans la même minute. De Sica a fait en sorte que le spectateur, anxieux et complice, retrouve dans ce personnage une image de sa propre vulnérabilité »[3].